# Scoparia (dier)
Scoparia is een geslacht van vlinders uit de familie van de grasmotten (Crambidae). De wetenschappelijke naam van het geslacht is voor het eerst geldig gepubliceerd in 1811 door Adrian Hardy Haworth.
In 2010 waren er wereldwijd 226 soorten beschreven in dit geslacht. In Europa zijn volgende soorten gekend:
- Scoparia aequipennalis Warren, 1905
- Scoparia ambigualis (Treitschke, 1829) – Grijze granietmot
- Scoparia ancipitella (La Harpe, 1855)
- Scoparia basistrigalis Knaggs, 1866 – Oranjevlekgranietmot
- Scoparia berytella Rebel, 1911
- Scoparia carvalhoi Nuss, Karsholt & Meyer, 1998
- Scoparia coecimaculalis Warren, 1905
- Scoparia conicella (La Harpe, 1863)
- Scoparia dicteella Rebel, 1916
- Scoparia gallica Peyerimhoff, 1873
- Scoparia ganevi Leraut, 1985
- Scoparia graeca Nuss, 2005
- Scoparia ingratella (Zeller, 1846)
- Scoparia italica Turati, 1919
- Scoparia manifestella (Herrich-Schäffer, 1848)
- Scoparia perplexella (Zeller, 1839)
- Scoparia pyralella (Denis & Schiffermüller, 1775) – Oranje granietmot
- Scoparia semiamplalis Warren, 1905
- Scoparia staudingeralis (Mabille, 1869)
- Scoparia subfusca Haworth, 1811 – Bitterkruidgranietmot